# Alex Tomann
Alex „Fire“ Tomann (* in der Steiermark) ist ein österreichischer Tontechniker und Musikproduzent.

## Geschichte
Seine Karriere als Tontechniker startete er Anfang der 2000er. Er ist bekannt dafür, das er gerne analog, statt wie heute üblich digital, abmischt. Er arbeitet häufig mit Zeboi Adam als Partner zusammen, wobei er sich meist um die Endabmischung kümmert.
Im Jahr 2013 war er für den Amadeus Austrian Music Award in der Kategorie Best Engineered Album für Piece of Me von Jeremy Schonfeld nominiert. Bekannt wurde er auch durch die Produktion des Bilderbuch-Albums Schick Schock, das 2015 den Preis für die Platte des Jahres bei den Amadeus-Awards erhielt. Er produzierte das Album im Wiener Beat4Feet-Studio zusammen mit Zebo Adam. Weitere Künstler, mit denen er zusammenarbeitete waren Wanda, Roy Bianco & Die Abbrunzati Boys. Bulbul, Cari Cari, Steaming Satellites, Olympique und Beatsteaks.

## Diskografie
- 2001: Keilerkopf – Dreimannmensch
- 2002: CoRe – Step One
- 2003: CoRe – Away
- 2003: Clementine Gasser – Pioneer 23
- 2004: Blind Petition – No Prisoners
- 2006: Rebekka Bakken – I Keep My Cool
- 2006: Russkaja – Давай = Dawai
- 2006: When the Music’s Over – When the Music’s Over
- 2006: Doğa Özveren – Bir Hayat Daha Olmalı
- 2007: Rentokill – Antichorus
- 2007: Erste Allgemeine Verunsicherung – Amore XL
- 2007: Luttenberger✴Klug – Mach Dich Bereit
- 2008: Iris Camaa – Intimate Exchange
- 2008: Whispers in the Shadow – Into the Arms of Chaos (How to Steal the Fire from Heaven)
- 2008: Russkaja – Kasatchok Superstar
- 2008: Mario Lang – Welthits
- 2009: Bilderbuch – Nelken & Schillinge
- 2009: Luttenberger✴Klug – Maedchen im Regen
- 2009: My Excellence – Pomp's Not Dead
- 2010: Whispers in the Shadow – The Eternal Arcane
- 2010: Velojet – Heavy Gold
- 2010: Francis International Airport – In the Woods
- 2011: Bilderbuch – Die Pest im Piemont
- 2011: Alien Hand Syndrome  – The Sincere and the Cryptic
- 2011: Trouble Over Tokyo – The Hurricane
- 2012: Milk+ – Band On Wire
- 2013: Filou – Vor und nach der Stille
- 2013: Dawa – This Should Work
- 2013: Kaiser Franz Josef – Reign Begins
- 2013: Francis International Airport – Cache
- 2013: Pocket Rocket – Goodbye Suburbia
- 2014: Olympique – Crystal Palace
- 2014: Johann Sebastian Bass – Sugar Suite
- 2015: Bilderbuch – Schick Schock
- 2015: Steaming Satellites – Steaming Satellites
- 2015: Beatsteaks – 23 Singles
- 2015: Doctor Döblingers geschmackvolles Kasperltheater – Kasperl und die Tasse des Bösen
- 2016: Roy de Roy – Akterji
- 2016: Giantree – Match Cut
- 2016: Mockemalör – Riesen
- 2017: Back to Felicity – Dystopia
- 2017: Bilderbuch – Magic Life
- 2018: Zeal & Ardor – Stranger Fruit
- 2018: Cari Cari – Anaana
- 2018: Flut – Global
- 2018: Shelmi – No Go Zone
- 2018: Mother’s Cake – Live at Bergisel
- 2019: Anger – Heart/Break
- 2019: Bulbul – Break!
- 2019: Ankathie Koi – Prominent Libido
- 2019: Nikolaj Efendi – Vulgo
- 2019: Teresa Bergman – Apart
- 2020: Roy Bianco & Die Abbrunzati Boys – Greatest Hits
- 2020: Dates – Turning Points
- 2020: Schodl – 10 Jahre zu spät
- 2021: Kreisky – Atlantis
- 2021: Cari Cari & Film Orchestra Babelsberg – Live at Nikolaisaal Potsdam
- 2021: Mamadou Diabate – Seengwa
- 2022: Austrofred & Kurt Razelli – Life Is Laff
- 2022: Roy Bianco & Die Abbrunzati Boys – Mille Grazie
- 2022: Cari Cari – Welcome to Kookoo Island
- 2022: Wanda – Wanda
- 2022: Spitting Ibex – E.G.O
- 2023: Kurt Razelli & Matthias Strolz – Back to Earth
- 2023: Wanda – Bei niemand anders
- 2023: Megaloh – Megaloh und das Deutsche Filmorchester Babelsberg